# Белый птерофор
Белый птерофор (лат. Pterophorus pentadactyla) — вид чешуекрылых насекомых из семейства пальцекрылок (Pterophoridae). Распространён в Европе, на Кавказе, в Малой и в Средней Азии, северо-восточном Китае, Сибири и Приморском крае. Считается одной из самых крупных пальцекрылок. Лёт выпадает на июнь-июль, иногда повторяется в сентябре.

## Описание
Длина переднего крыла 12—14 мм; размах ~36 мм. Мотылёк ярко-белого цвета. Переднее крыло делится на две перообразные лопасти, а заднее — на три — отсюда и название вида «пятипалая пальцекрылка».
Длина тела гусениц ~20 мм. Гусеницы бледно-зелёного цвета, с белой полоской на спинке и жёлтой на латеральной стороне, в волосках. Куколки прицеплены к поверхности на нитях, как у дневных бабочек.

## Экология и местообитание
Встретить представителей данного вида можно в открытых местностях: на сухих и полусухих лугах, в садах, кариозных лугах и топях, на высокогорных лугах, полях и пустошах с кислой почвой.
Гусеницы питаются на растениях следующих родов:
- калистегия (Calystegia) (повой заборный);
- вьюнок (Convolvulus) (вьюнок полевой, вьюнок кантабрийский);
- щавель (Rumex) (щавель курчавый).